# Fiesta de San Francisco de Borja de Yunguyo
La fiesta de San Francisco de Borja de Yunguyo, conocida popularmente como fiesta de Tata Pancho, es una celebración en honor a San Francisco de Borja que tiene lugar el 10 de octubre de cada año en la ciudad de Yunguyo, distrito y provincia homónimos en el departamento de Puno al Sur del Perú. Este complejo festivo fue declarado "Patrimonio Cultural de la Nación" del Perú el 6 de junio de 2011 por el Ministerio de Cultura del Perú, por representar una de las costumbres de la nación aimara más importantes en el Perú.

## Origen del nombre
El nombre de "Tata Pancho" surge debido al tratamiento de "tata" (padre) que los indígenas aymaras les daban a sus deidades tutelares (achachilas) y que debido a la instauración del culto católico pasó a denominar a los santos patrones de cada poblado, en una especie de sincretismo cultural; a esto se suma el tratamiento familiar de "Pancho" a Francisco de Borja.

## La aparición de San Francisco de Borja
Según la tradición oral de la región en tiempos de la colonia en un lugar denominado Milagro, cercano a la actual frontera con Bolivia, se apareció Francisco de Borja en forma de cruz de piedra a unos humildes labradores. Rápidamente corrió la noticia por el lugar y decidieron trasladar la cruz hacia el pueblo, para lo cual llamaron a los jóvenes más fornidos pero repentinamente la cruz se hizo muy pesada por lo que decidieron dejarla en el sitio de Chacapata, tomando este evento como una decisión del "Tata Pancho" de quedarse en ese sitio. Es entonces que se originaron las celebraciones a San Francisco de Borja.
La cruz de piedra fue trasladada luego al templo de Nuestra señora de la Asunción, sitio en el cual se encuentra actualmente.

## Festividad
Durante la festividad destaca la entrada de los sikuris y bandas de bronces caracterizadas por su uso de instrumentos de viento-metal de este material como la trompeta, la tuba, los trombones y tambores y bombo en menor proporción, ambas agrupaciones provenientes tanto de Perú como de Bolivia, en los sikuris destaca el estilo único de la "Zampoñada de Yunguyo", y sus trajes de poncho y chullo característicos. Además destacan la presencia de otras danzas como: la morenada, rey moreno, diablada, waka waka, kullawada, negritos, Tundique Emilio Romero 1928,  llamerada, etc; así como de otras danzas autóctonas.

### Encuentro de sikuris
- El 8 de octubre de cada año se concentran todos los conjuntos de sikuris de la provincia en el Estadio Municipal de la ciudad. Participan centros educativos, asociaciones locales, asociaciones de residentes en otras partes del país, etc, todos con el estilo propio de la "Zampoñada de Yunguyo".

### Día delalba
- El 8 de octubre

### Día central
- El 10 de octubre

### Parada folclórica y veneración
- El 11 de octubre

## Gastronomía
Durante la festividad es común la preparación de diversos platos propios de la gastronomía aimara como el Chairo, el caldo de carachi, el queso humacha, la huarjata, etc. Así como de los diversos licores tradicionales (chicha y ponche).